# Misumi Kubo
Misumi Kubo (?, 窪 美澄, Kubo Misumi; Inagi, 1965) è una scrittrice giapponese.

## Biografia
Nata nel 1965 a Inagi, si è diplomata alla Caritas Girls Junior e alla Senior High School.
Dopo aver abbandonato gli studi, ha lavorato presso un'agenzia pubblicitaria prima di dedicarsi all'attività di scrittrice e editrice.
Ha raggiunto la notorietà nel 2009 quando il suo racconto "Mikumari" ha vinto il premio letterario "R18" per racconti erotici scritti da donne.
Autrice di romanzi e racconti spesso incentrati su temi quali la maternità e la fertilità, il sesso e la salute della donna, suoi contributi sono apparsi in riviste letterarie quali Granta.

## Opere (parziale)

### Narrativa
- Io codardo guardavo il cielo (Fugainai boku wa sora wo mita, ふがいない僕は空を見た, 2010), Milano, Rizzoli, 2022 traduzione di Daniela Guarino ISBN 978-88-17-16293-7.
- Seiten no mayoikujira (晴天の迷いクジラ) (2012)
- Yoru no fukurami (よるのふくらみ) (2014)
- Sayonara niruvāna (さよなら、ニルヴァーナ) (2015)
- Akagami (アカガミ) (2016)
- Yameru toki mo sukoyaka naru toki mo (やめるときも, すこやかなるときも) (2017)
- Jitto te o miru (じっと手を見る) (2018)
- Yoru ni hoshi o hanatsu (夜に星を放つ) (2022)

## Premi e riconoscimenti
Premio Shugoro Yamamoto
- 2011 vincitrice con Io codardo guardavo il cielo[6]

Premio Yamada Futarō
- 2012 vincitrice con Seiten no mayoikujira[7]

Premio Naoki
- 2022 vincitrice con Yoru ni Hoshi wo Hanatsu[8]

## Adattamenti cinematografici
- Fugainai Boku wa Sora wo Mita (ふがいない僕は空を見た), regia di Yuki Tanada (2012)[9]
- Skeleton Flowers (かそけきサンカヨウ), regia di Rikiya Imaizumi (2021)[10]

## Adattamenti televisivi
- Yameru toki mo sukoyaka naru toki mo (やめるときも, すこやかなるときも) (Dorama), regia di Naoko Komuro (2020)